# Años 1150
Los años 1150 o década del 1150 empezó el 1 de enero de 1150 y terminó el 31 de diciembre de 1159.

## Acontecimientos
- Anastasio IV sucede a Eugenio III como papa en el año 1153.
- Adriano IV sucede a Anastasio IV como papa en el año 1154.
- Alejandro III sucede a Adriano IV como papa en el año 1159.
- En el Reino Unido, el Tratado de Wallingford pone fin a la guerra civil entre la emperatriz Matilde de Inglaterra (Londres, 1102 – Ruan, 1167) y Esteban de Inglaterra (Blois, Francia, 1097 – 1154).